# Leopoldplatz (stacja metra)
Leopoldplatz – stacja przesiadkowa metra w Berlinie na liniach U6 i U9, w dzielnicy Wedding, w okręgu administracyjnym Mitte. Stacja została otwarta w 1923.